# Arne Asplund (konstnär)
Gustav Arne Asplund, född 30 september 1910 i Kolksele, Vännäs församling i Västerbotten, död 30 augusti 1992 i Lemesjö, Trehörningsjö i Ångermanland, var en svensk konstnär.
Han var son till arbetsförmannen Erik Gustav Asplund och Emma Fredrika Rosendahl och från 1941 gift med Selma Eleonora Sandström. Asplund utbildade sig först till vägmästare men övergick efter åtta års anställning till att bli konstnär på heltid. Som konstnär var han autodidakt och bedrev självstudier under studieresor till Norge och Danmark Separat ställde han ut i Kiruna, Piteå, Falköping, Skövde, Landskrona och Ängelholm. Hans konst består av landskapsmålningar övervägande med lapplandsmotiv från fjällvärlden.